# Federico Macheda
Federico Macheda (1991. augusztus 22., Róma, Olaszország) olasz labdarúgó, a görög Asztérasz Trípolisz játékosa.

## Pályafutása

### Manchester United
Macheda az SS Lazio ifiakadémiáján kezdett el futballozni, de szerződés nem kötötte a klubhoz, mivel Olaszországban csak 18 éves kortól kaphatnak kontraktust a játékosok. Nem sokkal a 16. születésnapja után, 2007. szeptember 16-án leigazolta a Manchester United, mivel Angliában 16 év az alsó korhatár. Rögtön bekerült a Vörös Ördögök U18-as csapatába, ahol győztes gólt lőtt a bemutatkozó meccsén, a Barnsley ellen. Első szezonjában ő lett a gólkirály az ifik között 12 találatával.
2008. február 26-án, a Liverpool ellen a tartalékcsapatban is bemutatkozhatott. A Manchester Senior Cup döntőjére is bekerült a keretbe, de végig a kispadon ült. Augusztus 22-én, a 17. születésnapján profi szerződést kapott csapatától. A 2008–09-es szezont is az ifik között kezdte, de többször bekerült a tartalékcsapatba is. Miután ott nyolc meccsen nyolc gólt szerzett, Sir Alex Ferguson elismerésként behívta az első csapatba a 2009. április 5-i, Aston Villa elleni bajnokira. Körülbelül egy órányi játék után pályára is küldte, amikor a United 2–1-es hátrányban volt. Cristiano Ronaldo a 80. percben egyenlített, majd Macheda a hosszabbításban fordulásból a birminghamiek kapujába csavarta a labdát, ezzel megnyerve csapatának a meccset.
A következő két mérkőzésen, a Porto és a Sunderland ellen is a kispadon kezdett. Utóbbi találkozón ismét szerephez jutott, beállása után mindössze 46 másodperccel gólt szerzett, amivel ismét három pontot szerzett a Vörös Ördögöknek. 2009. április 19-én, az Everton elleni FA Kupa-elődöntőn kezdőként kapott szerepet, de nem lőtt gólt. Ezután egy Middlesbrough elleni Premier League bajnokin is a kezdők közé nevezték, de ezúttal sem talált a kapuba és nem sokkal a második félidő kezdete után le is cserélték.
2024. szeptember 30-án jelentette be a görög Asztérasz Trípolisz a szerződtetését.

## Válogatott
Macheda részt vehetett volna a 2009-es U21-es Eb-n, a bő, 40 fős keretbe be is került, de a 23-as utazó keretbe már nem nevezték.

## Sikerei, díjai

### Klub
- Manchester United
  - Angol ligakupa: 2009–10

- Panathinaikósz
  - Görög kupa: 2021–22

### Egyéni
- Jimmy Murphy-díj: 2008–09
- MLS All-Star Game MVP: 2010